# Centre Hospitalier Universitaire du Point-G
Centre Hospitalier Universitaire du Point-G (kurz: CHU Point-G) ist das einzige große Krankenhaus in der Republik Mali. Es befindet sich in der Hauptstadt Bamako. 

## Geschichte
Point-G  wurde zwischen 1906 und 1913 von französischen Truppen als Lazarett erbaut. Die französischen Kolonisatoren nannten es Point-G nach dem gleichnamigen Ortsteil der Stadt Bamako. Das ehemalige Lazarett wurde kurz vor der Unabhängigkeit Malis 1960 in ein ziviles Krankenhaus zur Grundversorgung der Bevölkerung umgestaltet und danach weiter ausgebaut. Es befindet sich auf einem Hügel mit Blick auf Bamako und hat heute eine Gesamtanlagenfläche von rund 25 Hektar.
Es hat heute eine Kapazität von insgesamt 471 Betten und 9 Intensivbetten auf der interdisziplinären Intensivstation. Insgesamt stehen 18 medizinische Abteilungen, 10 Operationssäle für Abdominalchirurgie, Urologie, Gynäkologie und Geburtshilfe sowie Thoraxchirurgie zur Verfügung (Stand 2012).